# Асопос (река, впадает в Эгейское море)
Асопос (греч. Ασωπός, лат. Asopus) — река в Греции, в Южной Беотии. В конце XIX века называлась Вуриенис (греч. Βουριένης). Берёт начало на склонах Китерона у древнего города Платеи (ныне Платеэ). В древности называлась Асоп. Упоминается Гомером. В битве при Платеях в 479 году до н. э. греческое войско уничтожили персидское войско под руководством Мардония. Течёт по равнине, так называемой Парасопии, у подножия Китерона, южнее Фив и Танагры. Ниже Танагры принимает левый приток Термодон. Впадает в залив Нотиос-Эввоикос у деревни Халкуцион, западнее города Скала-Оропу.
Во времена независимости Платеи эта река составляла границу между областями Платеи и Фив.
У речного бога Асопа была дочь Фива.